# 彭彭丁滿歷險記
《彭彭丁滿歷險記》（英語：Timon & Pumbaa）是由迪士尼電影《獅子王》的角色彭彭和丁滿主演的動畫，1995年在美國首播，共85集，每集22分鐘。在小神龍俱樂部和台灣迪士尼頻道亦有播出。

## 角色
- 丁滿（Timon）

配音：Nathan Lane→Kevin Schon→Quinton Flynn（美國）；李勇→劉傑（台灣）
體重一磅的狐獴。喜歡的食物是各式各樣的蟲(臭蟲除外)。最喜歡做的事是坐在彭彭背上乘風邀遊及跟牠一起尋找食物。
快人快語又具有虛榮心，也自認聰明而動作敏捷，甚至覺得自己是重要的。
在滿是四腳動物的森林，丁滿用雙腳走動的確讓人感到不簡單。
- 彭彭（Pumbaa）

配音：Ernie Sabella（美國）；佟紹宗（台灣）
體重220磅的疣豬。
個性溫和、憨厚耿直，不以做疣豬為榮，也不喜歡別人罵牠是笨豬，更不會用疣豬的身份來恐嚇或威脅別人。
總覺得世上沒什麼壞事，卻因為好心腸而常被利用，可是仍然堅信人性本善。
通常沒什麼主見，幾乎都是聽丁滿的主意行事。有時也會用飛奔的蠻力把敵人撞飛。

## 外部連結
- 丁滿和彭彭官方的Facebook專頁